# Aotus tietkensii
Aotus tietkensii är en ärtväxtart som beskrevs av Ferdinand von Mueller. Aotus tietkensii ingår i släktet Aotus och familjen ärtväxter. Inga underarter finns listade i Catalogue of Life.